# 처녀자리 은하단
처녀자리 은하단(Virgo Cluster)은 지구로부터 처녀자리 방향으로 5380 ± 30만 광년(16.5 ± 0.1 Mpc) 떨어져 있는 은하단이다.) 대략 1,300개(아마 2,000개 까지)의 은하로 구성된 이 은하단은 국부 은하군이 외딴 곳에 자리잡고 있는 처녀자리 초은하단의 중심부를 구성하는 가장 거대한 은하단이다. 처녀자리 은하단의 질량은 1.2×1015 M☉, 반지름은 약 2.2 Mpc로 추정된다.
1770년대에서 1780년대 초 까지 거대 타원 은하 메시에 87를 포함한 많은 밝은 은하들이 처녀자리 은하단에서 발견되었다. 나중에 샤를 메시에의 불분명한 비 혜성 천체 목록에 수록되었다. 그리고 본질을 인지하지 못한 채 1920년대까지 별이 없는 성운이라고 메시에에 의해 묘사되었다.
처녀자리 은하단은 처녀자리의 중심부에 위치해 있고, 시직경은 최대 약 8˚에 이른다. 은하단을 구성하는 많은 은하들을 작은 망원경으로도 관측할 수 있다. 가장 밝은 구성원은 타원은하 M49이다. 그러나 가장 유명한 구성원은 은하단의 중심부에 위치한 타원 은하 M87이다.

## 특징
처녀자리 은하단은 타원 은하와 나선 은하로 비교적 잡다하게 구성된 은하단이다. 2004년 기준으로, 은하단의 나선 은하들은 우리 은하로부터 시선을 따라 길게 늘여진 편구 모양의 필라멘트에 분포한다고 여겨지고 있다. 타원 은하는 나선 은하와는 달리 은하단의 중심에 집중적으로 모여있다.
처녀자리 은하단은 적어도 세가지로 분리된 작은 무리들의 연합체이다. M87과 M86을 중심부에 둔 Virgo A, M49를 둘러싸는 Virgo B, 처녀자리 A는 타원은하, 렌즈형, 보통 가스가 결핍된 나선 은하들의 혼합으로 구성된 Virgo A는 대략 ×1014 M☉으로 은하단에서 가장 지배적이다. 이는 다른 두 무리들 보다 10배 이상 크다.
세 작은 무리는 하나의 거대한 은하단을 형성하는 병합 과정 중에 있다. 그리고 주로 나선 은하들로 구성되며, 세 무리 주변을 둘러싸고 있는 N Cloud, S Cloud, Virgo E는 가장 큰 세 무리에 침입하여 합병되는 과정에 있다. 추가로, (Coma I와 같은)다른 먼 고립된 은하들과 은하군들 역시 처녀자리 은하단 중심의 중력에 의해 끌려가 후에 합병될 것이다. 이것은 처녀자리 은하단이 아직도 형성되는 과정에 있는 동역학 적으로 어린 은하단임을 강력하게 시사한다.
근처의 다른 두 무리는 은하단과 독립적인 계를 이루는 M Cloud와 W Cloud로 알려져 있다.
은하단의 큰 질량은 많은 구성 은하들의 매우 특이한 속도에 의해 암시된다. 때때로 은하단의 중심에 대해 속도가 1,600 km/s 만큼 이르기도 한다.처녀자리 은하단은 처녀자리 초은하단에 위치한다. 그리고 근처 은하들을 중력적 효과로 속력을 늦추게 만든다. 처녀자리 은하단은 국부 은하군의 후퇴 속도를 대략적으로 10% 만큼 늦추고 있다.

## 은하단 내부 물질
다른 많은 무거운 은하단과 마찬가지로 처녀자리 은하단의 은하단 내부 물질은 X-선을 방출하고 있는 약 3000만 켈빈 정도로 뜨겁고, 희박한 플라스마로 이루어져 있다. 그리고 거기서 일부 행성상 성운과 함께 많은 수의 은하단 사이를 떠돌아다니는 항성(은하단의 약 10%를 차지)들을 찾을 수 있다. 이는 다른 은하와의 상호 작용에 의해 원래 위치한 은하로부터 퇴출되었다고 이론화되었다. 이들은 원래 아마 구상 성단이나, 기조력에 의해 뜯겨나간 왜소 은하, 적어도 하나의 별형성영역에 위치했을 것으로 추측된다.

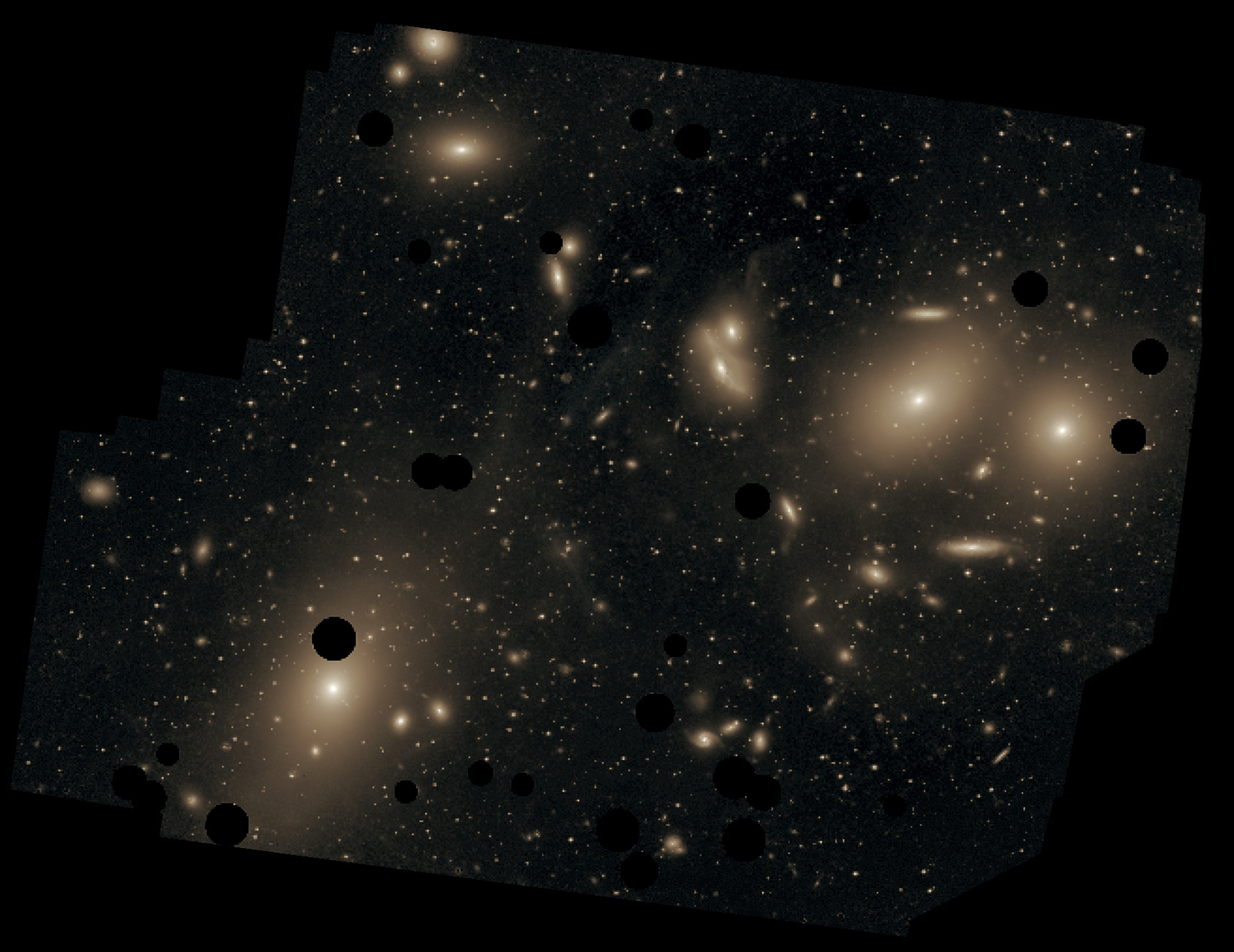
이 이미지는 은하단 내의 떠돌이 항성들에 의해 발생하는 은하 사이의 산란광을 보여준다. 검은 점들은 은하단과 상관 없는 별들을 이 이미지에서 삭제해서 나타난 것이다. M87(좌측 하단부)은 이 사진에서 가장 거대하다.

## 밝거나 주목할 만한 은하
아래는 주어진 처녀자리 은하단의 밝거나 주목할 만한 천체와, 그 은하들이 위치해 있는 은하단의 부속군집을 표로 나타내었다. 경우에 따라 은하가 위치해 있는 부속군집은 또다른 것과 함께 간주될 수 있다.
세로줄 1: 은하의 이름
세로줄 2: J2000 기준 적경
세로줄 3: J2000 기준 적위
세로줄 4: 건판 겉보기 등급
세로줄 5: 은하 유형, E=타원 은하, S0=렌즈상, Sa, Sb, Sc=정상나선은하, SBa, SBb, SBc, SBd=막대나선은하, Sm, SBm, Irr=불규칙 은하.
세로줄 6: 은하의 각지름(′)
세로줄 7: 은하의 직경(1000 광년)
세로줄 8: 우주배경복사로 측정한 은하의 후퇴속도(km/s)
| 이름       | 좌표 (J2000 기준) | 좌표 (J2000 기준) | 겉보기 등급 (청색) | 유형 | 각지름 | 직경 (kly) | RV (km/s) | 하위은하단                  |
| 이름       | RA                | Dec               | 겉보기 등급 (청색) | 유형 | 각지름 | 직경 (kly) | RV (km/s) | 하위은하단                  |
| ---------- | ----------------- | ----------------- | ------------------ | ---- | ------ | ---------- | --------- | --------------------------- |
| 메시에 98  | 12 13.8           | 14 54             | 10.9               | SBb  | 9.8′   | 150        | 184       | Virgo A 또는 N Cloud        |
| NGC 4216   | 12 15.9           | 13 09             | 10.9               | SBb  | 7.9′   | 120        | 459       | Virgo A 또는 N Cloud        |
| 메시에 99  | 12 18.8           | 14 25             | 10.4               | Sc   | 5.4′   | 80         | 2735      | Virgo A 또는 N Cloud        |
| NGC 4262   | 12 19.5           | 14 53             | 12.4               | S0   | 1.9′   | 30         | 1683      | Virgo A                     |
| 메시에 61  | 12 21.9           | 04 28             | 10.2               | SBbc | 6.2′   | 100        | 1911      | S Cloud                     |
| 메시에 100 | 12 22.9           | 15 49             | 10.1               | SBbc | 7.6′   | 115        | 1899      | Virgo A                     |
| 메시에 84  | 12 25.1           | 12 53             | 10.1               | E1   | 6.0′   | 90         | 1239      | Virgo A                     |
| 메시에 85  | 12 25.4           | 18 11             | 10.0               | S0   | 7.1′   | 105        | 1056      | Virgo A                     |
| 메시에 86  | 12 26.2           | 12 57             | 9.9                | E3   | 10.2′  | 155        | 37        | Virgo A 또는 자체가 준군집. |
| NGC 4435   | 12 27.7           | 13 05             | 11.7               | S0   | 3.0′   | 45         | 1111      | Virgo A                     |
| NGC 4438   | 12 27.8           | 13 01             | 11.0               | Sa   | 8.7′   | 130        | 404       | Virgo A                     |
| NGC 4450   | 12 28.5           | 17 05             | 10.9               | Sab  | 5.1′   | 80         | 2273      | Virgo A                     |
| 메시에 49  | 12 29.8           | 08 00             | 9.3                | E2   | 9.8′   | 150        | 1204      | Virgo B                     |
| 메시에 87  | 12 30.8           | 12 23             | 9.6                | E0-1 | 9.8′   | 150        | 1204      | Virgo A                     |
| 메시에 88  | 12 32.0           | 14 25             | 10.3               | Sb   | 6.8′   | 100        | 2599      | Virgo A                     |
| NGC 4526   | 12 32.0           | 07 42             | 10.6               | S0   | 7.1′   | 105        | 931       | Virgo B                     |
| NGC 4527   | 12 34.1           | 02 39             | 12.4               | Sb   | 4.6′   | 69         | 1730      | S Cloud                     |
| NGC 4536   | 12 34.4           | 02 11             | 11.1               | SBbc | 7.2′   | 115        | 2140      | S Cloud                     |
| 메시에 91  | 12 35.4           | 14 30             | 11.0               | SBb  | 5.2′   | 80         | 803       | Virgo A                     |
| NGC 4550   | 12 35.5           | 12 13             | 12.5               | S0   | 3.2′   | 50         | 704       | Virgo A                     |
| 메시에 89  | 12 35.7           | 12 33             | 10.7               | E0   | 5.0′   | 75         | 628       | Virgo A                     |
| NGC 4567   | 12 36.5           | 11 15             | 12.1               | Sbc  | 2.8′   | 40         | 2588      | Virgo A                     |
| NGC 4568   | 12 36.6           | 11 14             | 11.7               | Sbc  | 4.4′   | 65         | 2578      | Virgo A                     |
| NGC 4571   | 12 36.9           | 14 13             | 11.9               | Sc   | 3.7′   | 55         | 659       | Virgo A                     |
| 메시에 58  | 12 37.7           | 11 49             | 10.6               | SBb  | 5.6′   | 85         | 1839      | Virgo A                     |
| 메시에 59  | 12 42.9           | 11 39             | 10.8               | E5   | 5.0′   | 75         | 751       | Virgo A 또는 Virgo E        |
| 메시에 60  | 12 43.7           | 11 33             | 9.8                | E2   | 7.2′   | 110        | 1452      | Virgo A 또는 Virgo E        |
| NGC 4651   | 12 43.7           | 16 24             | 11.4               | Sc   | 4.0′   | 60         | 1113      |                             |
| NGC 4654   | 12 43.9           | 13 08             | 11.1               | SBc  | 5.0′   | 75         | 1349      | Virgo A                     |

## 같이 보기
- 머리털자리 은하단 - 가까운 거대한 은하단.
- 에리다누스자리 은하단
- 화로자리 은하단 - 근처의 작은 은하단
- 직각자자리 은하단